# Semiòpera
Els termes " semi-òpera ", " òpera dramàtica " i " òpera anglesa " han estat aplicats històricament a diversos espectacles molt en voga al Regne Unit durant l'època de la Restauració que combinaven parts de teatre parlat amb episodis, semblants a les mascarades, de cant i ball i es caracteritzaven per establir una clara diferència entre el papers principals -que només parlaven- i els secundaris -esperits, fades, pastors nimfes i deus- que cantaven i ballaven. Aquests espectacles solien incloure l'ús de maquinària teatral per a provoca efectes escènics espectaculars.
Els primers exemples d'aquest gènere van ser les adaptacions d'obres de Shakespeare dutes a terme per Thomas Betterton i acompanyades de música composta per Matthew Locke. Després de la mort de Locke, una segona florida del gènere va produir-se amb les semiòperes d'Henry Purcell, en particular el rei Artús i La reina de les fades . La semiòpera va rebre un cop de mort quan Lord Chamberlain va concedir separadament autoritzacions per a obres de teatre sense música i per l'aleshores emergent òpera italiana.
Ha estat assenyalat que diverses de les comèdies de Calderón amb música de Juan Hidalgo de Polanco s'acosten més a la semiòpera que a la sarsuela pastoral.

## Llista de semiòperes angleses
- Macbeth (1673), llibret de William Davenant a partir de Macbeth de Shakespeare ; música de Matthew Locke
- The Tempest, or The Enchanted Island (1674), llibret de Thomas Shadwell després de l'adaptació de John Dryden i William Davenant de La tempesta de Shakespeare; música de Matthew Locke, Giovanni Battista Draghi i Pelham Humfrey
- Calisto, or The Chaste Nymph (1675), llibret de John Crowne ; música de Nathaniel Staggins
- Psyche (1675), llibret de Thomas Shadwell; música de Matthew Locke
- Circe (1677), llibret de Charles Davenant; música de John Banister
- The Lancashire Witches and Tegue O'Divelly the Irish Priest (1681), llibret de Thomas Shadwell; música de John Eccles
- Albion and Albanius (1685), llibret de John Dryden; música de Louis Grabu
- Dioclesian (1690), llibret de Thomas Betterton a partir de l'obra The Prophetess, de John Fletcher i Philip Massinger; música d'Henry Purcell
- King Arthur (1691), llibret de John Dryden; música d'Henry Purcell
- The Fairy Queen (1692) llibret d'un autor anònim a partir d'El somni d'una nit d'estiu de Shakespeare ; música d'Henry Purcell
- Timon of Athens (1694), música d'Henry Purcell
- Macbeth (1695), llibret de William Davenant a partir de Macbeth de Shakespeare ; música de John Eccles i Godfrey Finger
- The Indian Queen (1695), versió adaptada amb llibret de l'obra de Sir Robert Howard i John Dryden; música d'Henry Purcell; acte V completat per Daniel Purcell
- Brutus of Alba (1696), llibret anònim; música de Daniel Purcell
- Cinthia and Endimion, o The Loves of the Deities (1696), llibret de Thomas Durfey ; música de Daniel Purcell, Richard Leveridge, Jeremiah Clarke, Henry Purcell i David Underwood
- The World in the Moon (1697), llibret d' Elkanah Settle ; música de Daniel Purcell, Jeremiah Clarke i Henry Purcell
- Rinaldo and Armida (1698), llibret de John Dennis; música de John Eccles
- The Island Princess (1699), llibret de Peter Motteux, adaptat d'obres de John Fletcher i Nahum Tate; música de Daniel Purcell, Richard Leveridge i Jeremiah Clarke
- The Grove, or Love's Paradise (1700), llibret de John Oldmixon ; música de Daniel Purcell
- The Mad Lover (1700), llibret de Peter Motteux a partir de l'obra de John Fletcher; música de John Eccles i Daniel Purcell
- Alexander the Great (1701), llibret anònim a partir de The Rival Queens de Nathaniel Lee ; música de Godfrey Finger i Daniel Purcell
- The Virgin Prophetess, or The Fate of Troy (1701), llibret d'Elkanah Settle; música de Godfrey Finger
- The British Enchanters, or No Magic Like Love (1706), llibret de George Granville, Lord Lansdowne; música de John Eccles, Bartholomew Issack i William Corbett
- Wonders in the Sun, o The Kingdom of the Birds (1706) llibret de Thomas Durfey; música de John Smith, Samuel Akeroyde, John Eccles, Giovanni Battista Draghi, Lully i Durfey
- The Tempest (1712), llibret adaptat per Thomas Shadwell de la versió Dryden-Davenant de l'obra de Shakespeare; música possiblement de John Weldon (atribuïda durant molt de temps a Henry Purcell)